# Sataniw
Sataniw (ukrainisch Сатанів; russisch Сатанов Satanow, polnisch Satanów) ist eine Siedlung städtischen Typs im Westen der ukrainischen Oblast Chmelnyzkyj mit etwa 2400 Einwohnern (2020).

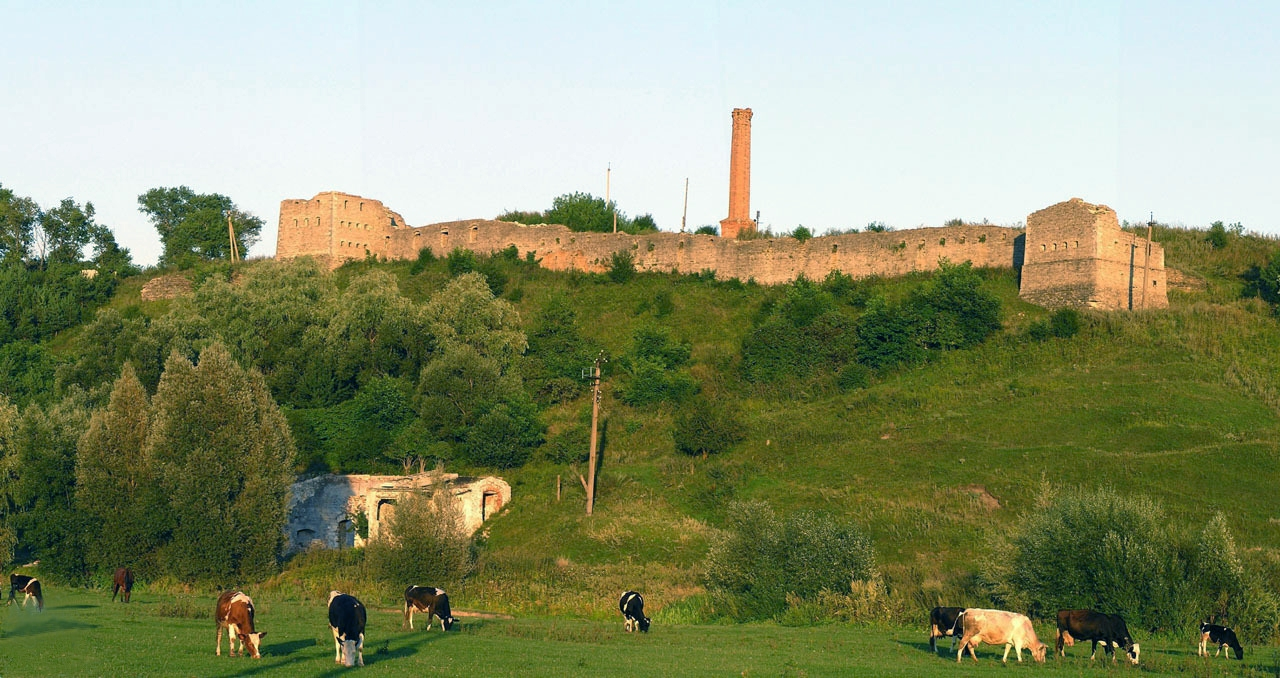
Burgruine in Sataniw

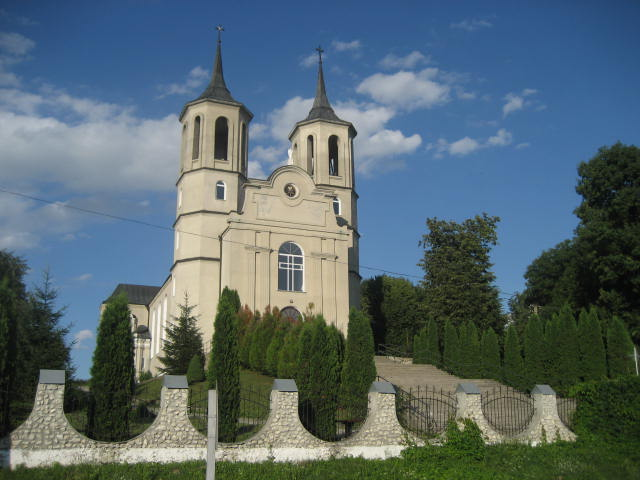
Kirche der heiligen Dreifaltigkeit in Sataniw

Die Ortschaft wurde 1404 erstmals schriftlich erwähnt und erhielt 1436 das Stadtrecht, das aber wieder verloren ging. Im Jahr 1514 (oder 1532) wurde die  Sataniwer Synagoge erbaut, die vermutlich die älteste Synagoge auf dem Gebiet der Ukraine ist. Zwischen 1674 und 1699 gehörte die Stadt zum Osmanischen Reich. Im Jahr 1938 erhielt Sataniw den Status einer Siedlung städtischen Typs.
Sataniw liegt im Podiler-Towtry-Nationalpark (Подольские Товтры) am linken Ufer des Sbrutsch, eines Nebenflusses des Dnister, 66 km südwestlich vom Oblastzentrum Chmelnyzkyj und 26 km nordwestlich vom ehemaligen Rajonzentrum Horodok.
In der Siedlung kreuzen sich die Regionalstraßen P–48 und P–50.

## Verwaltungsgliederung
Am 13. August 2015 wurde die Siedlung zum Zentrum der neugegründeten Siedlungsgemeinde Sataniw (Сатанівська селищна громада/Sataniwska selyschtschna hromada). Zu dieser zählten auch die 10 Dörfer Iwankiwzi, Jurynzi, Kamjanka, Klynowe, Krynziliw, Oleksandriwka, Pokrowka, Sataniwka, Spassiwka und Swerchiwzi, bis dahin bildete sie die gleichnamige Siedlungsratsgemeinde Sataniw (Сатанівська селищна рада/Sataniwska selyschtschna rada) im Westen des Rajons Horodok.
Am 12. Juni 2020 kamen noch 15 weitere in der untenstehenden Tabelle aufgelistete Dörfer zum Gemeindegebiet.
Am 17. Juli 2020 kam es im Zuge einer großen Rajonsreform zum Anschluss des Rajonsgebietes an den Rajon Chmelnyzkyj.
Folgende Orte sind neben dem Hauptort Sataniw Teil der Gemeinde:
| Name                     | Name               | Name                                  |
| ukrainisch transkribiert | ukrainisch         | russisch                              |
| ------------------------ | ------------------ | ------------------------------------- |
| Andrijiwka               | Андріївка          | Андреевка (Andrejewka)                |
| Bubniwka                 | Бубнівка           | Бубновка (Bubnowka)                   |
| Choptynzi                | Хоптинці           | Хоптинцы (Choptinzy)                  |
| Iwankiwzi                | Іванківці          | Иванковцы (Iwankowzy)                 |
| Jurynzi                  | Юринці             | Юринцы (Jurinzy)                      |
| Kalyniwka                | Калинівка          | Калиновка (Kalinowka)                 |
| Kamjanka                 | Кам'янка           | Каменка (Kamenka)                     |
| Klynowe                  | Клинове            | Клиновое (Klinowoje)                  |
| Krynziliw                | Кринцілів          | Крынцилов (Krynzilow)                 |
| Kumaniw                  | Куманів            | Куманов (Kumanow)                     |
| Kuriwka                  | Курівка            | Куровка (Kurowka)                     |
| Lipyboky                 | Ліпибоки           | Липыбоки (Lipyboki)                   |
| Lypiwka                  | Липівка            | Липовка (Lipowka)                     |
| Martynkiwzi              | Мартинківці        | Мартынковцы (Martynkowzy)             |
| Oleksandriwka            | Олександрівка      | Александровка (Aleksandrowka)         |
| Pidlisnyj Wesselez       | Підлісний Веселець | Подлесный Веселец (Podlesny Wesselez) |
| Pokrowka                 | Покровка           | Покровка                              |
| Sataniwka                | Сатанівка          | Сатановка (Satanowka)                 |
| Schahliwka               | Жаглівка           | Жагловка (Schaglowka)                 |
| Schurawlynzi             | Журавлинці         | Журавлинцы (Schurawlinzy)             |
| Spassiwka                | Спасівка           | Спасовка (Spassowka)                  |
| Swerchiwzi               | Зверхівці          | Зверховцы (Swerchowzy)                |
| Tarassiwka               | Тарасівка          | Тарасовка (Tarassowka)                |
| Wesselez                 | Веселець           | Веселец                               |
| Wyhnanka                 | Вигнанка           | Выгнанка (Wygnanka)                   |

## Söhne und Töchter der Ortschaft
- Isaak Satanow (1732–1805), hebräischer Dichter, philosophischer Schriftsteller und Gelehrter
- David Vogel (1891–1944), hebräischer Schriftsteller (Lyrik, Roman, Tagebuch)